# Vox Amplification
Vox es un fabricante de equipos musicales con sede en Gran Bretaña fundado en 1947, famoso por producir el amplificador de guitarra AC30.

## Historia
La Compañía de Órganos Jennings (Jennings Organ Company) fue fundada por Tom Jennings después de la Segunda Guerra Mundial y fabricó el Univox, un órgano eléctrico. En 1956, Jennings vio un prototipo de amplificador de guitarra hecho por Dick Denney, un viejo compañero de los tiempos de guerra. La compañía cambió su nombre a Instrumentos Musicales Jennings (Jennings Musical Instruments) y en 1958 fue lanzado el amplificador de 15 watts Vox AC15. Una de las bandas que lo utilizó fue The Beatles, The Shadows, además de otros músicos británicos de rock and roll.
En 1959, con las ventas bajo presión debido al amplificador Fender Twin, Vox produjo el AC30, un modelo de 30 watts. Este amplificador, equipado con parlantes Celestion "blue" y circuitos "Top Boost" especiales de Vox, ayudó a producir el distintivo sonido de la Invasión Musical Británica. Fue usado por bandas como The Beatles, The Who y Yardbirds, entre otras. Más adelante también fue usado por Brian May de Queen, Paul Weller de The Jam, Marcelo Luque Mariño de Tonel Agreste y The Edge de U2.
En 1962 Vox introdujo la guitarra pentagonal Vox Phantom, hecha por EKO de Italia. Fue seguida un año más tarde por la Mark VI, el prototipo de la que fue usada por Brian Jones de The Rolling Stones y Hilton Valentine de The Animals (modelo de 12 cuerdas). Las guitarras Vox también experimentaron con efectos incluidos en la misma guitarra (onboard). A mediados de 1960, cuando el sonido de las guitarras de 12 cuerdas se hizo más popular, Vox introdujo las guitarras eléctricas de 12 cuerdas Phanton XII, y Mark XII. Vox también produjo otras guitarras tradicionales tanto de 6 como de 12 cuerdas, tanto en Inglaterra como en Italia. Los modelos Británicos tendían a ser de cuerpo ahuecado (hollow body), y los italianos a ser instrumentos sólidos.
.

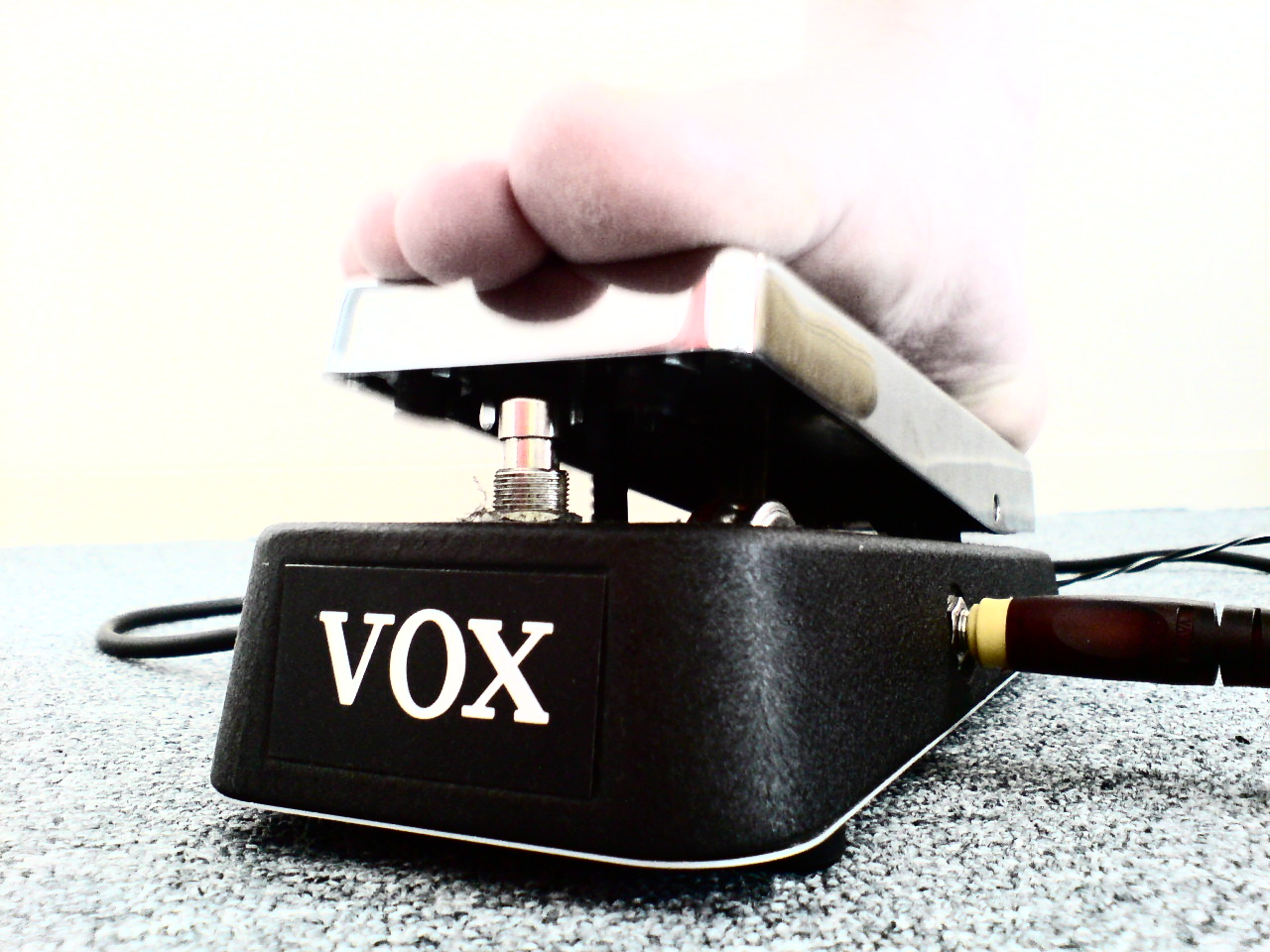
Los pedales de wah-wah fueron utilizados en el rock psicodélico, por representantes tales como Eric Clapton y Jimi Hendrix

La marca Vox también incluía órganos eléctricos, entre los cuales se destacó el Continental de 1962, que fue inmortalizado por Alan Price de The Animals con el tema «House of the Rising Sun». Más tarde fue usado por Ray Manzarek en la mayoría de las canciones de The Doors, una de ellas fue "Light My Fire". Mike Smith, organista de The Dave Clark Five, también estuvo conectado fuertemente con el instrumento. También fueron manufacturados pedales de efectos para guitarra, incluyendo una versión inicial del pedal de wah-wah usada por Jimi Hendrix, además del "Tone Bender Fuzz Pedal", usado por Jimmy Page de The Yardbirds. En 1967 Vox introdujo un revolucionario, pero problemático "Guitarorgan". Este era una guitarra Phantom VI pentagonal con sistemas electrónicos de órgano internos. El sistema se basaba en llevar cables a cada traste. Esto hacía el traste muy largo y poco manejable. El instrumento nunca se hizo popular, pero fue el precursor de los sintetizadores de guitarra modernos.
En 1964 Jennins le vendió una parte de la compañía al Royston Group, y también vendió los derechos a la Compañía de Órganos Thomas (Thomas Organ Company). Dejó la compañía en 1967, al tiempo en el que Marshall volvió a tomar a Vox como la fuerza dominante en el mercado británico de amplificadores de guitarra. Royston tuvo problemas en 1969 y la compañía paso por una serie de nombres y dueños. Los costos fueron reducidos, especialmente en la producción del AC30. Esta reducción se vio reflejada por ejemplo, en parlantes más baratos, con imanes de peor calidad.
La Compañía Thomas Organ produjo una línea de amplificadores transistorizados en los Estados Unidos, que a pesar de parecerse a los equipos Vox eran de inferior calidad a los producidos en Gran Bretaña e Italia. Para promover la marca, Thomas Organ construyó el Voxmobile; un Ford roasted vestido para parecer una guitarra Phantom. A pesar del esfuerzo, los inventos de la Thomas Organ Company destruyeron la reputación de Vox en Norteamérica por muchos años.
Vox Amplification Ltd. ha sido propiedad de Korg desde 1992. Korg revivió el rectificador valvular y el parlante alnico, para sus versiones del AC-30, en lo que se considera como la versión más fidedigna producida en muchos años. Korg ha usado el nombre VOX para un nuevo rango de amplificadores modeladores digitales. En 2003, la planta de fabricación fue movida a China.
Recientemente Vox ha emergido como el líder en el mercado de amplificadores modeladores digitales, con la introducción de la tecnología Valvetronix, la cual combina un amplificador de potencia valvular de bajo poder con un software modelador transistorizado. La última línea, que incluye al AD15VT/AD30VT/AD50VT ha recibido varios premios por la fidedigna recreación de 11 amplificadores de guitarra clásicos a un precio que casi cualquier guitarrista puede pagar. Por último en 2016 se presenta la nueva gama valvular-analógica "AV series", la cual incluye 8 modelos de amplificador diferentes en un formato analógico totalmente, con ello y 2 válvulas 12ax7 en el preamplificador y en la etapa de potencia supone un nuevo proyecto sumamente llamativo y muy asequible para guitarristas que buscan el sonido clásico de los bulbos.

## Modelos

### Guitarras
- Vox Bobcat
- Vox Giulietta
- Vox Mark Mini III
- Vox Phantom